# Aparallactus lunulatus
Aparallactus lunulatus – gatunek jadowitego węża z podrodziny aparalakt (Aparallactinae) w rodzinie gleboryjcowatych (Atractaspididae).
Wąż ten występuje w Afryce w pasie subsaharyjskich sawann – od Burkiny Faso i Wybrzeża Kości Słoniowej na wschód po Erytreę, Etiopię i Somalię oraz na południe po Zimbabwe, północno-wschodnią RPA i Eswatini, być może też Botswanę.
Obecnie wyróżnia się dwa podgatunki:
- Aparallactus lunulatus lunulatus (Peters, 1854)
- Aparallactus lunulatus nigrocollaris Chabanaud, 1916

Najdłuższa zanotowana samica mierzyła 43 centymetry, samiec 36 centymetrów. Ciało w kolorze od szarym do oliwkowego lub ciemnobrązowe, brzuch jest zielonkawobiały. Samica w lecie składa 3 do 4 wydłużonych jaj. Węże te najczęściej przebywają pod kłodami, kamieniami.